# Tanorus fallax
Tanorus fallax är en nattsländeart som beskrevs av Schmid 1989. Tanorus fallax ingår i släktet Tanorus och familjen Hydrobiosidae. Inga underarter finns listade i Catalogue of Life.